# ماسييل لويز فرانكو
ماسييل لويز فرانكو (هانغل: 마시에우 루이스 프랑쿠) (بالبرتغالية: Maciel‏) هو لاعب كرة قدم برازيلي وكوري جنوبي في مركز الدفاع، ولد في 15 مارس 1972 في Bandeira do Sul ‏ في البرازيل. لعب مع أونياو ساو جواو ‏.

## وصلات خارجية
- ماسييل لويز فرانكو على موقع دوري كوريا الجنوبية (الإنجليزية)